# Mongolisk piphare
Mongolisk piphare (Ochotona pallasi) är en däggdjursart som först beskrevs av Gray 1867.  Ochotona pallasi ingår i släktet Ochotona och familjen Ochotonidae.

## Utseende
Artens sommarpäls är på ovansidan enhetlig sandfärgad och undersidan är lite ljusare. På vintern är pälsens ovansida ljusgrå till ljusbrun och undersidan nästan vitaktig. Denna piphare har nakna svarta trampdynor vad som skiljer den från ogotona (Ochotona dauurica) som lever i samma region. Individerna blir upp till 25 cm långa och väger 175 till 200 g.

## Utbredning och habitat
Denna piphare förekommer med flera från varandra skilda populationer i Mongoliet, norra Kina och Kazakstan. Arten vistas på högplatå och i bergstrakter mellan 1000 och 3200 meter över havet. Habitatet är beroende på underart och kan vara klippiga bergsängar eller torra stäpper.

## Ekologi
Individerna är aktiva på dagen och de håller ingen vinterdvala. Liksom flera andra pipharar samlar arten gräs, örter och andra gröna växtdelar och skapar högar för att torka växterna. Dessa högar kan ha en höjd av en meter. Höet flyttas sedan till det underjordiska självgrävda boet. Förutom hö äts frön och nötter.
Honor kan para sig flera gånger per år men bara under varma årstider. Hanar parar sig vanligen med flera honor från samma område och mellan olika hanar utkämpas strider om rätten att para sig. Individer i fångenskap blev så aggressiva att de dödade varandra när de inte skildes åt. Dräktigheten varar cirka 25 dagar och sedan föds upp till 12 ungar. Ungarna väger vid födelsen cirka 7 g. De börjar efter cirka 19 dagar med fast föda och snart efteråt slutar modern med digivning.
Individer blir upp till fyra år gamla.

## Underarter
Arten delas in i följande underarter:
- O. p. pallasi
- O. p. hamica
- O. p. pricei
- O. p. sunidica

## Hot
Arten bekämpas ibland med gift på betesmarker. Hela populationen anses vara stabil. IUCN kategoriserar arten globalt som livskraftig.